# Aubous
Aubous est une commune française, située dans le département des Pyrénées-Atlantiques en région Nouvelle-Aquitaine.

## Géographie

### Localisation
La commune d'Aubous se trouve dans le département des Pyrénées-Atlantiques, en région Nouvelle-Aquitaine.
Elle se situe à 49 km par la route de Pau, préfecture du département, et à 38 km de Serres-Castet, bureau centralisateur du canton des Terres des Luys et Coteaux du Vic-Bilh dont dépend la commune depuis 2015 pour les élections départementales.
La commune fait en outre partie du bassin de vie de Riscle.
Les communes les plus proches sont : 
Viella (2,4 km), Mont-Disse (2,5 km), Aydie (2,6 km), Diusse (2,8 km), Portet (4,2 km), Aurions-Idernes (4,3 km), Arrosès (4,4 km), Maumusson-Laguian (4,4 km).
Sur le plan historique et culturel, Aubous fait partie de la province du Béarn, qui fut également un État et qui présente une unité historique et culturelle à laquelle s’oppose une diversité frappante de paysages au relief tourmenté.

### Communes limitrophes
Les communes limitrophes sont  Aydie, Diusse, Maumusson-Laguian, Mont-Disse et Viella.
|        | Viella (Gers) |       |
| Diusse | Aubous        | Aydie |
|        | Mont-Disse    |       |

### Hydrographie

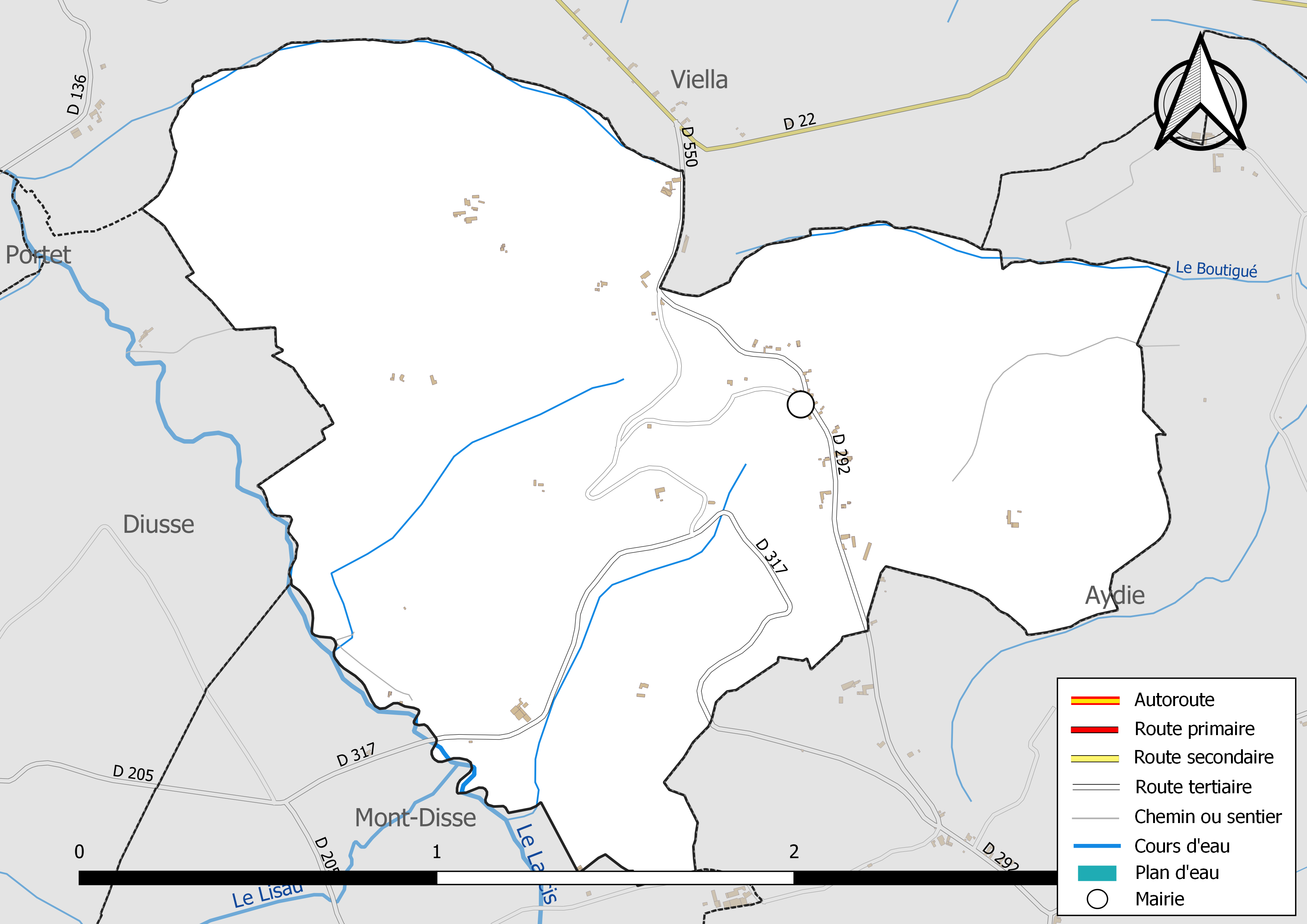
Réseaux hydrographique et routier d'Aubous.

La commune est drainée par le Larcis, le Lisau, le Boutigué et par divers petits cours d'eau, constituant un réseau hydrographique de 5 km de longueur totale,.
Le Larcis, d'une longueur totale de 34,8 km, prend sa source dans la commune de Luc-Armau, et s'écoule vers le nord-ouest. Il se jette dans le Léez à Projan, après avoir traversé 20 communes.
Le Lisau, d'une longueur totale de 13,3 km, prend sa source dans la commune d'Escurès et s'écoule du sud vers le nord. Il traverse la commune et se jette dans le Larcis sur le territoire communal, après avoir traversé 7 communes.

### Climat
Pour des articles plus généraux, voir Climat de la Nouvelle-Aquitaine et Climat des Pyrénées-Atlantiques.
Historiquement, la commune est exposée à un climat océanique aquitain.  
En 2020, Météo-France publie une typologie des climats de la France métropolitaine dans laquelle la commune est dans une zone de transition entre le climat océanique et le climat océanique altéré et est dans la région climatique Aquitaine, Gascogne, caractérisée par une pluviométrie abondante au printemps, modérée en automne, un faible ensoleillement au printemps, un été chaud (19,5 °C), des vents faibles, des brouillards fréquents en automne et en hiver et des orages fréquents en été (15 à 20 jours).
Pour la période 1971-2000, la température annuelle moyenne est de 13,5 °C, avec une amplitude thermique annuelle de 14,7 °C. Le cumul annuel moyen de précipitations est de 1 033 mm, avec 11,5 jours de précipitations en janvier et 7,6 jours en juillet. Pour la période 1991-2020, la température moyenne annuelle observée sur la station météorologique la plus proche, située sur la commune de Mont-Disse à 3 km à vol d'oiseau, est de 13,9 °C et le cumul annuel moyen de précipitations est de 1 010,8 mm,. Pour l'avenir, les paramètres climatiques de la commune estimés pour 2050 selon différents scénarios d'émission de gaz à effet de serre sont consultables sur un site dédié publié par Météo-France en novembre 2022.

### Milieux naturels et biodiversité
Aucun espace naturel présentant un intérêt patrimonial n'est recensé sur la commune dans l'inventaire national du patrimoine naturel,,.

## Urbanisme

### Typologie
Au 1er janvier 2024, Aubous est catégorisée commune rurale à habitat très dispersé, selon la nouvelle grille communale de densité à sept niveaux définie par l'Insee en 2022.
Elle est située hors unité urbaine et hors attraction des villes,.

### Occupation des sols

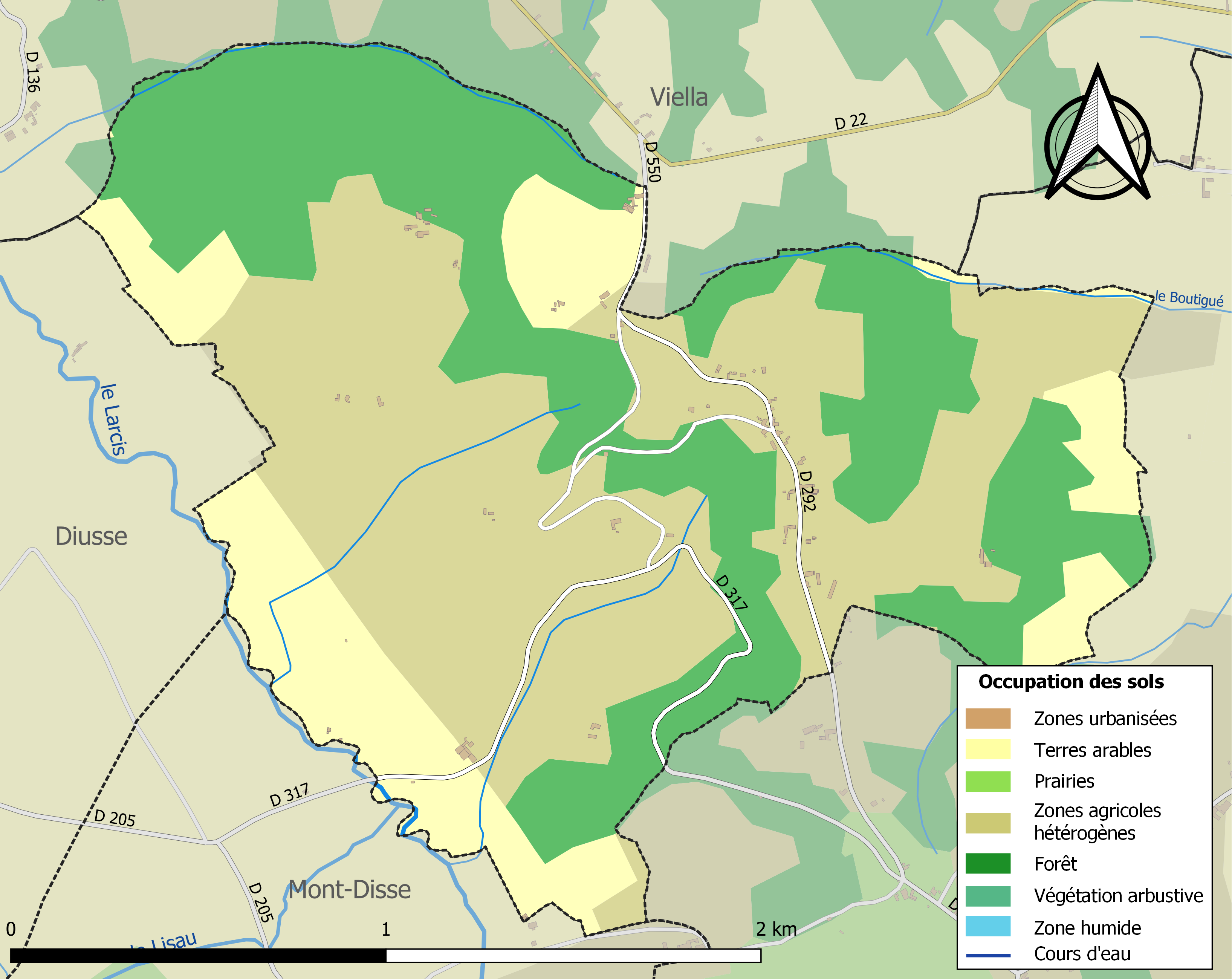
Carte des infrastructures et de l'occupation des sols de la commune en 2018 (CLC).

L'occupation des sols de la commune, telle qu'elle ressort de la base de données européenne d’occupation biophysique des sols Corine Land Cover (CLC), est marquée par l'importance des territoires agricoles (64,3 % en 2018), une proportion identique à celle de 1990 (64,3 %). La répartition détaillée en 2018 est la suivante : 
zones agricoles hétérogènes (45,4 %), forêts (35,7 %), terres arables (16 %), cultures permanentes (3 %). L'évolution de l’occupation des sols de la commune et de ses infrastructures peut être observée sur les différentes représentations cartographiques du territoire : la carte de Cassini (XVIIIe siècle), la carte d'état-major (1820-1866) et les cartes ou photos aériennes de l'IGN pour la période actuelle (1950 à aujourd'hui).

### Lieux-dits et hameaux
- Brauchet[6]
- Coulom[24],[6]
- Dulucq[6]
- Gentilloun[25],[6]
- Héouguère[6]
- Lacourtiade[26],[6]
- Lahorgue[6]
- Moulin[27]
- Paillou[6]
- Pillourcq[28] ou Pilhourcq[6]
- Plaix[6]
- Rey[29],[6]
- Tapounet[6]
- Troucat[6]

### Voies de communication et transports
La commune est desservie par les routes départementales D 292 et D 317.

### Risques majeurs
Le territoire de la commune d'Aubous est vulnérable à différents aléas naturels : météorologiques (tempête, orage, neige, grand froid, canicule ou sécheresse), inondations et séisme (sismicité faible). Un site publié par le BRGM permet d'évaluer simplement et rapidement les risques d'un bien localisé soit par son adresse soit par le numéro de sa parcelle.
Certaines parties du territoire communal sont susceptibles d’être affectées par le risque d’inondation par une crue à  débordement lent de cours d'eau, notamment le Larcis et le Lisau. La commune a été reconnue en état de catastrophe naturelle au titre des dommages causés par les inondations et coulées de boue survenues en 1982 et 2009,.

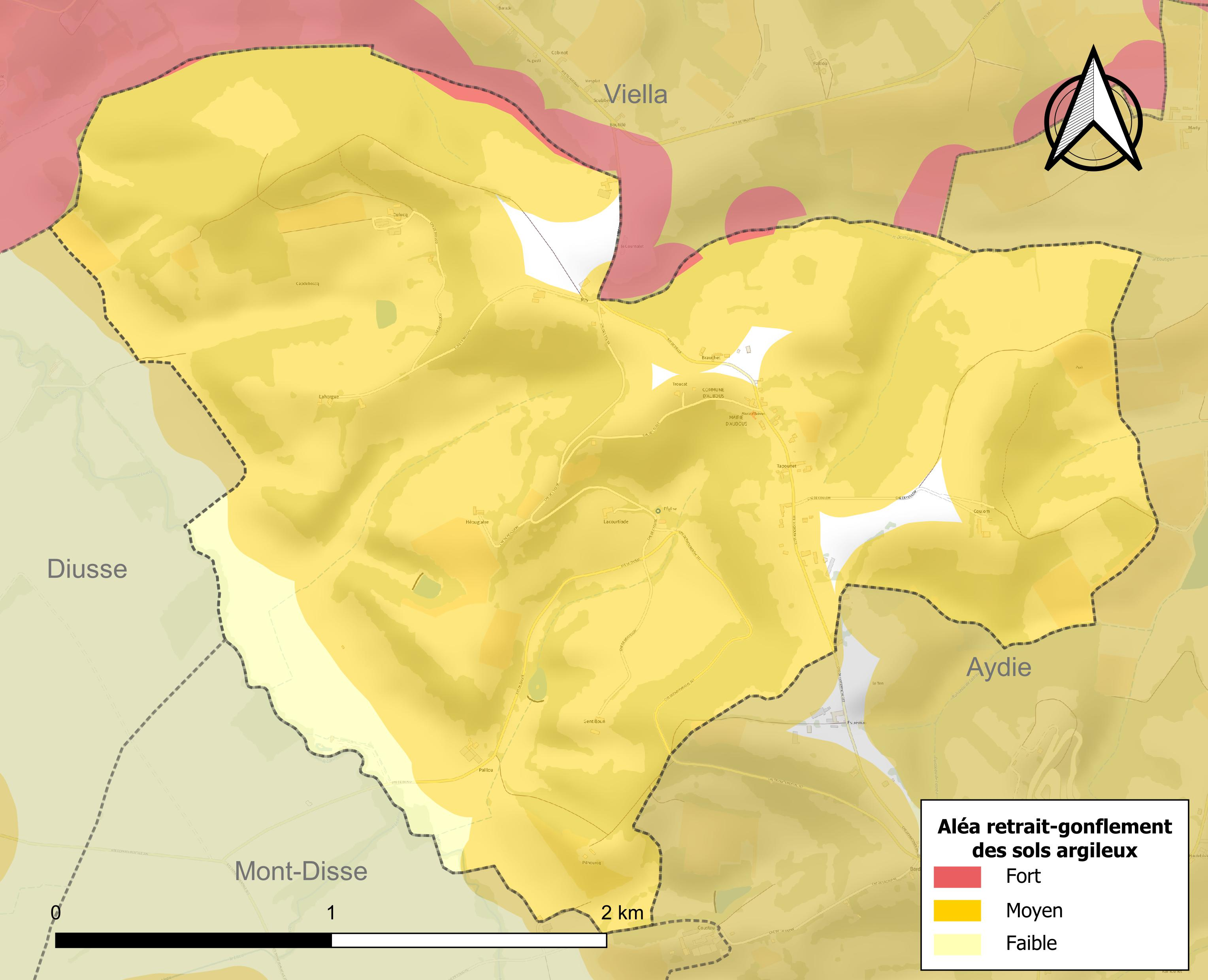
Carte des zones d'aléa retrait-gonflement des sols argileux d'Aubous.

Le retrait-gonflement des sols argileux est susceptible d'engendrer des dommages importants aux bâtiments en cas d’alternance de périodes de sécheresse et de pluie. 93,1 % de la superficie communale est en aléa moyen ou fort (59 % au niveau départemental et 48,5 % au niveau national). Depuis le 1er octobre 2020, en application de la loi ELAN, différentes contraintes s'imposent aux vendeurs, maîtres d'ouvrages ou constructeurs de biens situés dans une zone classée en aléa moyen ou fort,.

## Toponymie
Le toponyme Aubous apparaît sous les formes 
Aubos et Auboos (respectivement 1385 et XIVe siècle, censier de Béarn), 
Aubons (1752, dénombrement de Béarn) et 
Aubous sur la carte de Cassini (fin XVIIIe siècle).
Michel Grosclaude propose comme étymologie le nom d'homme latin Albus augmenté du suffixe -ones, signifiant « domaines d'Albus ».
Son nom béarnais est Aubons ou Auboûs.

## Histoire
Paul Raymond note qu'en 1385, Aubous comptait 4 feux et dépendait du bailliage de Lembeye.

## Politique et administration

### Liste des maires
| Période                                  | Période  | Identité     | Étiquette | Qualité                    |
| ---------------------------------------- | -------- | ------------ | --------- | -------------------------- |
| 1995                                     | En cours | René Paulien | DVD       | Retraité de l'enseignement |
| Les données manquantes sont à compléter. |          |              |           |                            |

### Intercommunalité
Aubous fait partie de cinq structures intercommunales :
- la communauté de communes des Luys en Béarn ;
- le SIVU de la voirie de la région de Garlin ;
- le SIVU du Lées et affluents ;
- le syndicat d'énergie des Pyrénées-Atlantiques ;
- le syndicat intercommunal d’alimentation en eau potable Luy - Gabas - Lées ;

## Population et société

### Démographie
L'évolution du nombre d'habitants est connue à travers les recensements de la population effectués dans la commune depuis 1793. Pour les communes de moins de 10 000 habitants, une enquête de recensement portant sur toute la population est réalisée tous les cinq ans, les populations de référence des années intermédiaires étant quant à elles estimées par interpolation ou extrapolation. Pour la commune, le premier recensement exhaustif entrant dans le cadre du nouveau dispositif a été réalisé en 2008.

En 2022, la commune comptait 45 habitants, en évolution de −10 % par rapport à 2016 (Pyrénées-Atlantiques : +3,78 %, France hors Mayotte : +2,11 %).
| 1793 | 1800 | 1806 | 1821 | 1831 | 1836 | 1841 | 1846 | 1851 |
| ---- | ---- | ---- | ---- | ---- | ---- | ---- | ---- | ---- |
| 189  | 199  | 238  | 258  | 268  | 248  | 289  | 289  | 243  |

| 1856 | 1861 | 1866 | 1872 | 1876 | 1881 | 1886 | 1891 | 1896 |
| ---- | ---- | ---- | ---- | ---- | ---- | ---- | ---- | ---- |
| 247  | 255  | 225  | 205  | 193  | 198  | 204  | 156  | 131  |

| 1901 | 1906 | 1911 | 1921 | 1926 | 1931 | 1936 | 1946 | 1954 |
| ---- | ---- | ---- | ---- | ---- | ---- | ---- | ---- | ---- |
| 114  | 117  | 124  | 113  | 105  | 104  | 98   | 110  | 98   |

| 1962 | 1968 | 1975 | 1982 | 1990 | 1999 | 2006 | 2008 | 2013 |
| ---- | ---- | ---- | ---- | ---- | ---- | ---- | ---- | ---- |
| 77   | 64   | 57   | 65   | 48   | 53   | 51   | 51   | 53   |

| 2018 | 2022 | - | - | - | - | - | - | - |
| ---- | ---- | - | - | - | - | - | - | - |
| 45   | 45   | - | - | - | - | - | - | - |

## Économie
La commune fait partie des zones d'appellation d'origine contrôlée (AOC) du madiran, du pacherenc-du-vic-bilh et du béarn.

## Culture locale et patrimoine

### Lieux et monuments

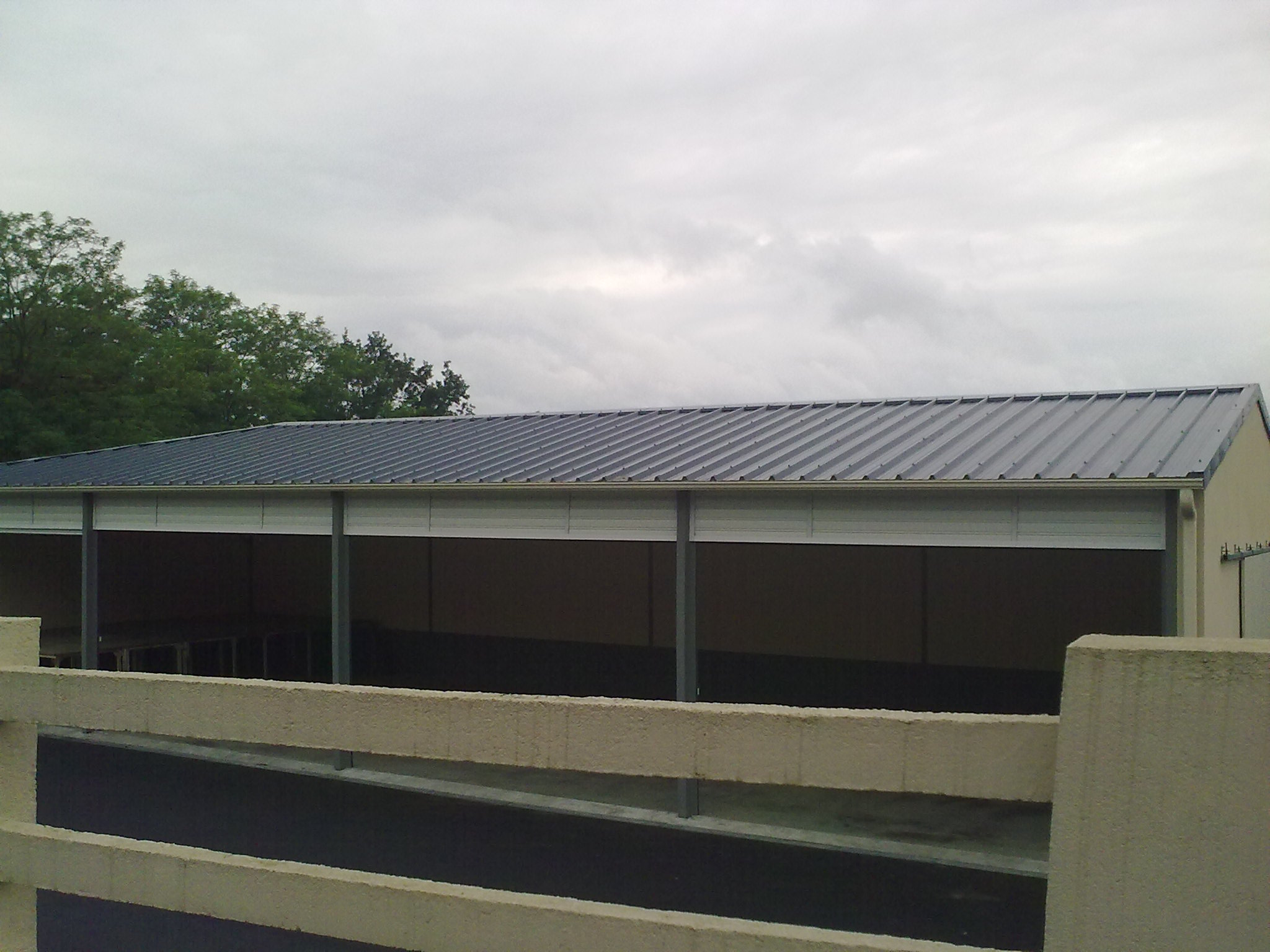
La salle polyvalente.
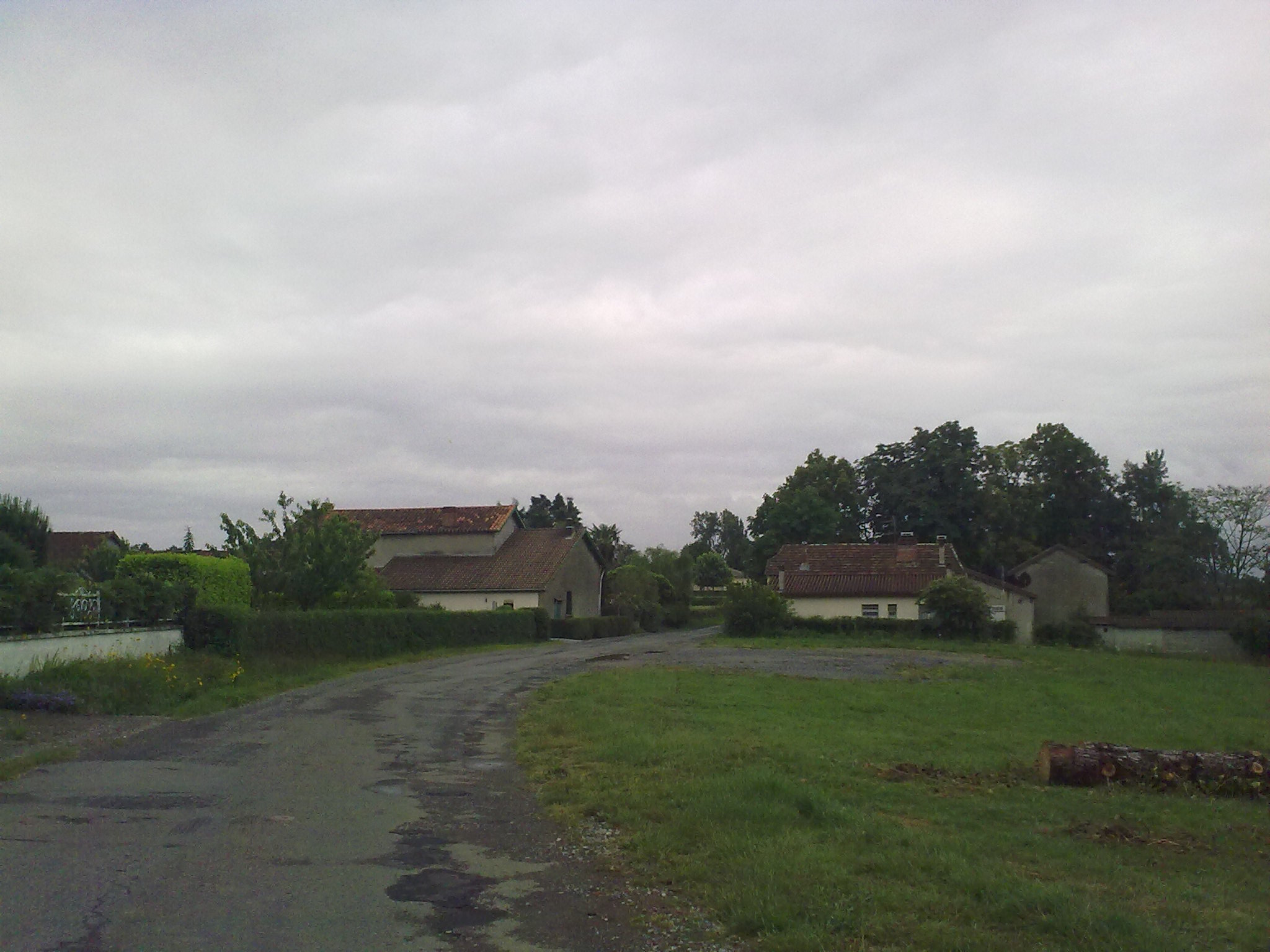
Aubous, le village.
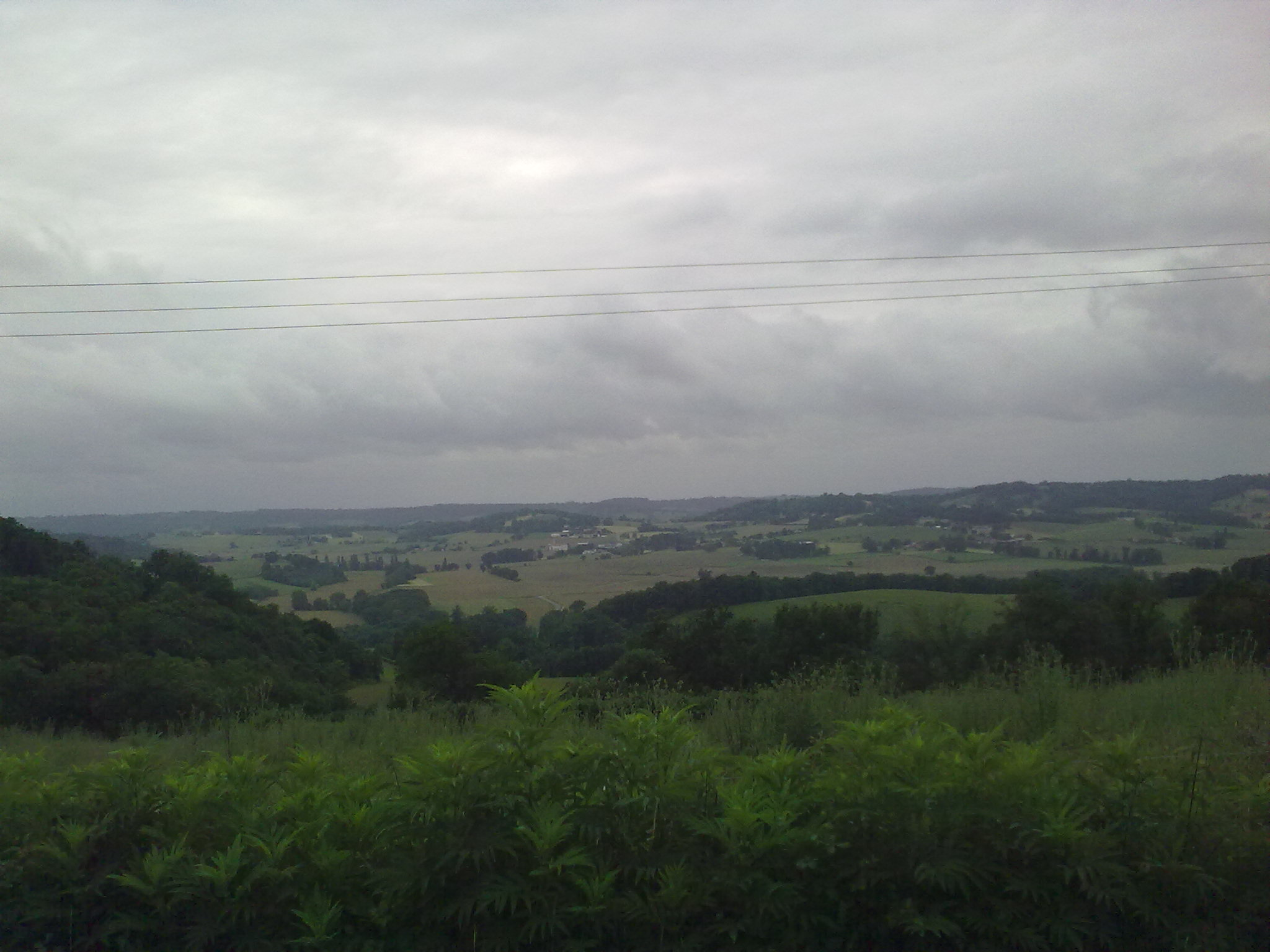
Le paysage vers le sud depuis Aubous.

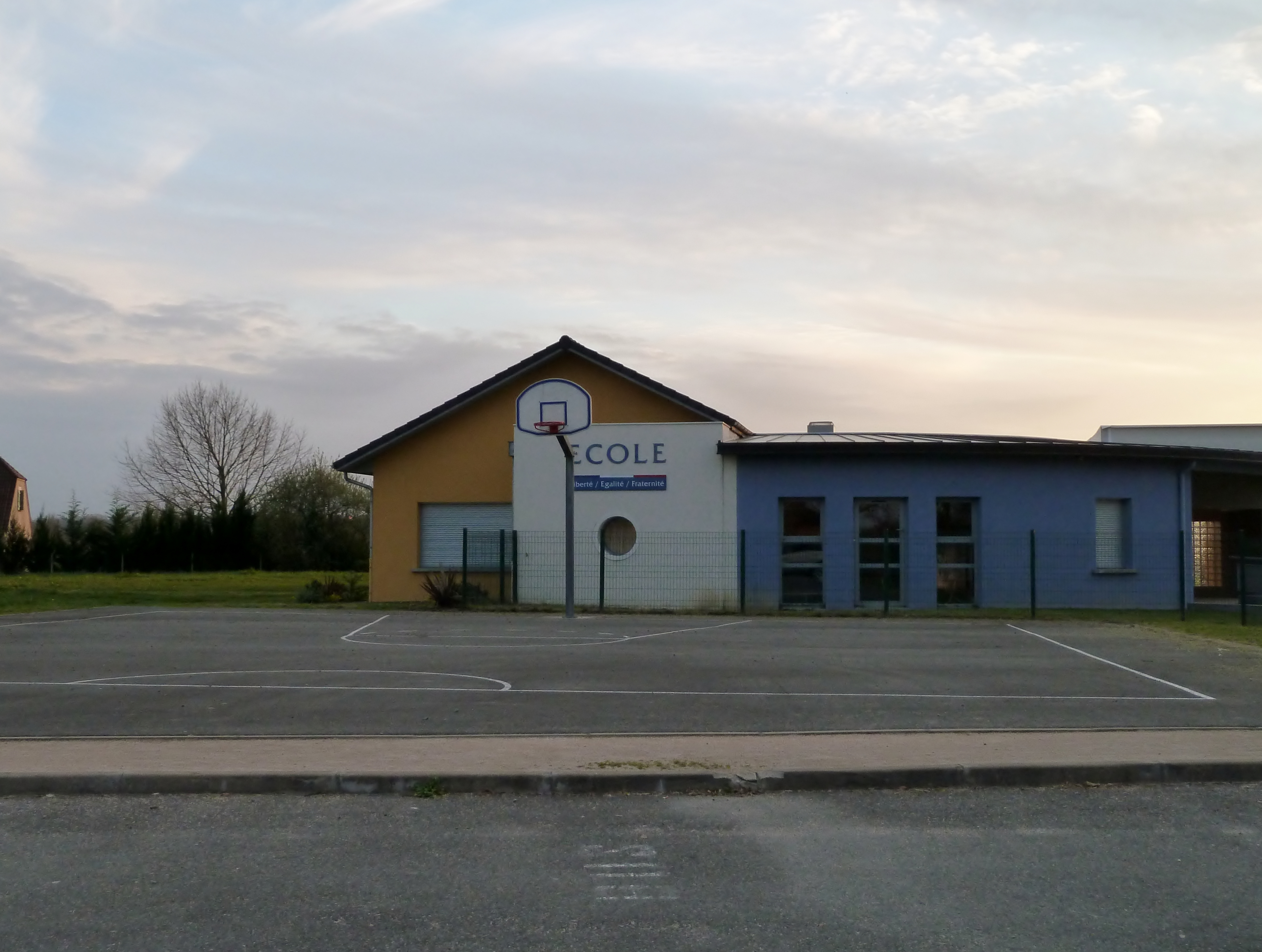
L'école.
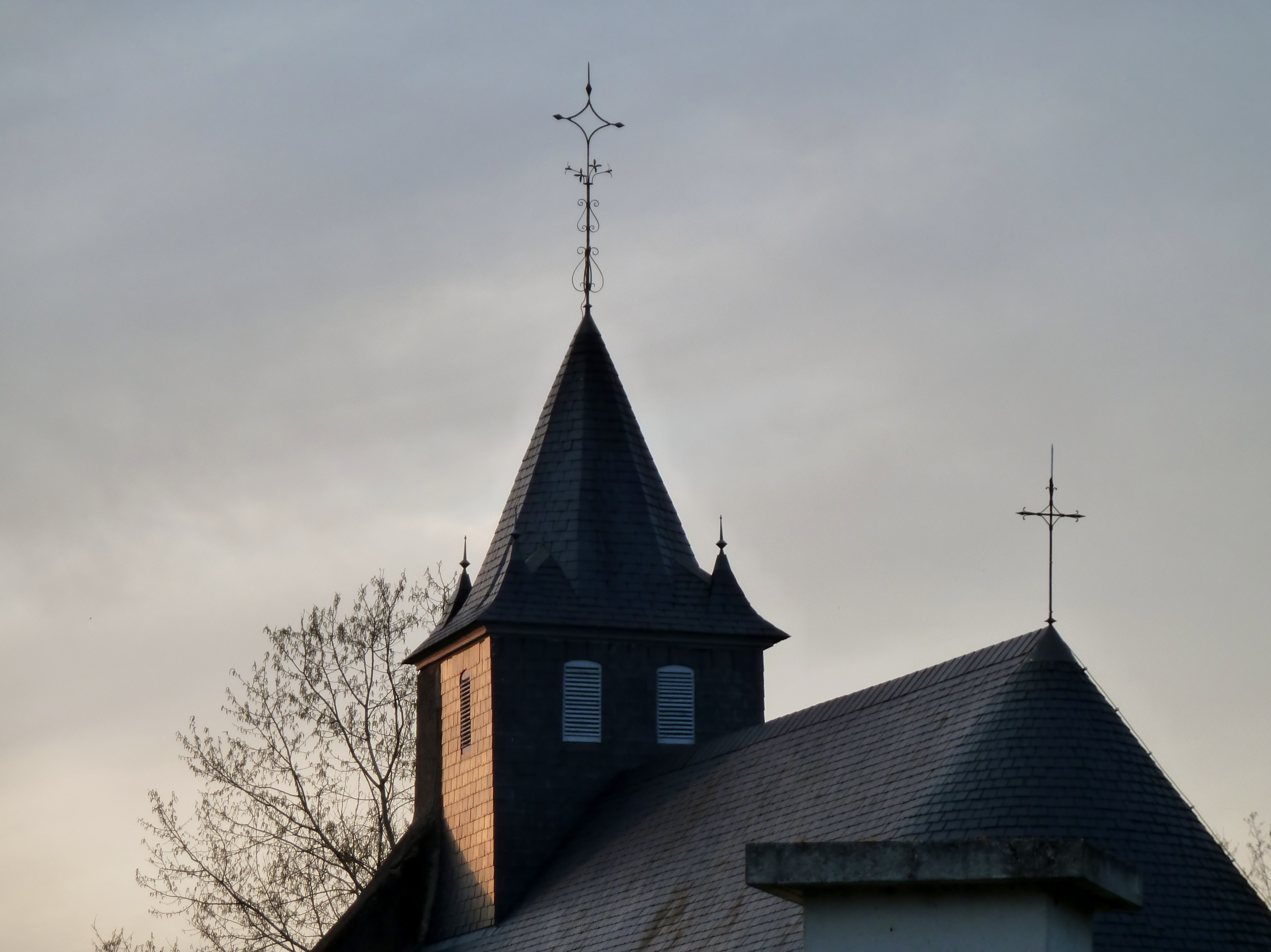
L'église Saint-Jean-Baptiste.

#### Patrimoine civil
Un camp pré ou protohistorique a été signalé au lieu-dit Coulom. Un second, au lieu-dit Gentilloun, se nommait camp de César.
La commune compte des fermes,,, des XVIIIe et XIXe siècles, inscrites à l'Inventaire général du patrimoine culturel.
Une fontaine dite de Dévotion Sainte-Quitterie donnait lieu au XVIIIe siècle à un pèlerinage célébré le 22 mai. Elle a été depuis détruite.
Un moulin datant de 1830 figure à l'inventaire du ministère de la Culture.

#### Patrimoine religieux
L'église Sainte-Quitterie date du XIIe siècle et fut remaniée au XVIIe siècle ou au XVIIIe siècle par l'ajout de baies. Elle recèle du mobilier (devant d'autel, fauteuil, retable, gradin d'autel et tabernacle, maître-autel, bancs d'église,, meubles de sacristie, bénitier suspendu, chaire à prêcher et fonts baptismaux), un tableau (Sainte-Quitterie), des statues et des objets (lampes de sanctuaire,, chape et chasuble, cloche, chandeliers d'autel et bannière de procession) inscrits à l'Inventaire général du patrimoine culturel.

## Pour approfondir